# Sineglazovo Kriminalvårdskoloni nr. 1
Sineglazovo Kriminalvårdskoloni nr. 1 (egentligen ryska: ФКУ «ИК № 1 ГУФСИН России по Челябинской области»), är en sluten anstalt i sydöstra Tjeljabinsk oblast. Anstalten kallas också Kopejskanstalten, trots att det ligger mycket närmare Sineglazovo än Kopejsk. Detta kan delvis förklaras av Kopejsks status som administrativt område, men det finns fler fängelser i Kopejsks administrativa område och förvirringen kring detta har fått den ryska regeringen i området att föredra Sineglazovo kriminalvårdskoloni som namn för anstalten.
Fängelset grundades år 1966. Förhållandena är strikta, och fängelset är klassat ett steg under maxsäkerhet. Av de 1627 intagna (2021) är många intagna för våldsbrott, men som ändå inte motiverar fullt ut en förflyttning till ett maxsäkerhetsfängelse.